# Achievo
Achievo Corporation war ein global agierender Anbieter für Software- und IT-Service-Outsourcing in einem kombinierten Onsite-/Offshore-Modell.

## Geschichte
Die Achievo Corporation wurde 2002 von Robert P. Lee gegründet. Das Unternehmen erbrachte Dienstleistungen im Bereich von Software-Entwicklung, Qualitätssicherung und Erprobung, sowie das Outsourcing von Geschäftsprozessen, Software-Umwandlung, IT-Beratung, Produktdesign und Consulting. Die Achievo Corporation befand sich auf der jährlich von der International Association of Outsourcing Professionals (IAOP) zusammengestellten „Global Outsourcing 100“ – Liste (erstmals 2007, auf Platz 100, 2008 auf Platz 88).
Das Unternehmen wurde 2013 von der chinesischen Firma Beyondsoft aufgekauft. Im Jahr 2017 veräußerte Beyondsoft das Unternehmen an die Beijing Beifang Xinyu Information Technology Co.

## Achievo Deutschland AG
Die Achievo Deutschland AG entstand 2005 aus der 1996 gegründeten ICS Software GmbH (Umwandlung in eine Aktiengesellschaft im Jahr 2001). Der deutsche Hauptsitz war Böblingen. Die Geschäftsführung setzte sich aus Wolfgang Zhang (President), Ling Zhang-Xiao (Senior Vice President, Marketing und Administration), Michael Rank (Vice President, Sales und Business Development) und Thomas Harer (Vice President, Professional Services) zusammen. Der Aufsichtsrat der Achievo Deutschland AG bestand aus Bernd Hauk (Vorsitzender), Thomas M. Schünemann und Franz A. Weisbrich.
Im Jahr 2006 wurde der Ingolstädter IT-Dienstleister Inproware GmbH durch die Achievo Corporation aufgekauft und im Folgejahr in Form der Achievo Inproware GmbH in die Unternehmensstruktur der Achievo Deutschland AG integriert.
Die Achievo Inproware GmbH meldete im Januar 2010 Insolvenz an, das Insolvenzverfahren wurde durch das Amtsgericht Ingolstadt am 31. März 2010 eröffnet. Im Jahr 2013 verkündete Beyondsoft den Abschluss der vollständigen Übernahme bestimmter Tochterunternehmen, die im September 2012 durch den Verwaltungsrat und Aktionäre beider Unternehmen genehmigt wurden.

## Niederlassungen und Mitarbeiter
Die Achievo Corp. hatte weltweit 19 Niederlassungen mit 2.000 Beschäftigten. Die Büros befanden sich in den Vereinigten Staaten (San Ramon, CA) mit dem Sitz der Geschäftsleitung, in Deutschland (Böblingen, Freiburg im Breisgau, Frankfurt am Main, Dresden), in Kanada (Toronto), in der Volksrepublik China (Peking, Shanghai, Hongkong, Guangzhou, Dalian, Shenzhen, Wuxi) und in Japan (Tokio, Nagoya, Osaka).

## Kunden
Zu den strategischen Kunden der Achievo Corporation gehörten Unternehmen aus den Branchen Automobil, Pharma, Finanzdienstleistungen und Software. Dazu gehörten unter anderem Audi, Daimler, Honda, Toyota, Chrysler, IBM, Toshiba, NEC, Hewlett-Packard, die Bank of Montreal, die Citibank, China Telecom und JPMorgan.